# 921地震紀念公園
921地震紀念公園是一座位於臺灣南投縣南投市的紀念公園，位於貓羅溪右岸祖祠橋旁，面積約7公頃。

## 沿革
該區域原為1999年九二一大地震後的廢棄土堆置基地，之後獲得「旅港台灣社團促進921震災重建委員會」的捐款，規劃建設紀念公園，原規劃於集集鎮興建，因土地問題挪至現址。基地於2006年開始整地，2008年開始辦理工程發包，過程歷經土地使用分區變更、發包流標四次等困境，於2013年正式動工。公園原定於2014年6月完工，不過因為期間遇到2014年臺灣燈會挪作停車場而延遲，最終於2014年12月16日落成啟用。
2014年台灣燈會主燈「龍駒騰躍」於活動結束後挪至該公園展示，並於假日晚上固定時間點燈，成為園區的公共藝術地標；園區同時提供舉辦大型博覽會及會展活動，例如2017年「南投恐龍樂園展」，以及每年的南投燈會活動，也都在該公園舉辦。
2023年，南投縣政府提出活化計畫，規劃建設「地震主題親子遊戲場」及教育展示區、滑輪賽道區、活力戲水區、銀髮族體健區等設施，打造兼具景觀、教育、自然及產業發展的園區。

## 設施
園區設有「南投縣農工商會展中心」建築，面積5144平方公尺，一樓作為會展中心提供農業、觀光等廠商設攤展覽，於2014年開幕時啟用；二樓則規劃為九二一震災史料展覽室，於2016年啟用，並結合虛擬實境技術展示相關影片、遊戲。公園籌建會主委李朝卿表示，會展營運收益可用於公園管理維護，有助園區永續經營，亦助益在地產業。
會展中心入口設有兩公共藝術品《因愛凝聚-震》及《因愛凝聚-聚》，材質結合南投陶在地文化意象，並於夜間打上LED燈呈現不同色彩。